# 5335 داموكليس
5335 داموكليس /ˈdæməkliːz/ 1991 DA{{{2}}} قنطور وهو نفس اسم مجموعة داموكليس ، وهي مجموعة من الكواكب الصغيرة التي قد تكون نوى غير نشطة للمذنبات من نوع هالي والمذنبات طويلة الفترة . اكتشفه عالم الفلك الأسترالي روبرت ماكنوت في 18 فبراير 1991 من مرصد سايدينغ سبرينغ في أستراليا. تم تسميته على اسم ديموقليس ، وهي شخصية من الأساطير اليونانية .

## وصفه
عندما تم اكتشاف داموكليس، وجد أنه كان على مدار مختلف تماما عن كل الكواكب الأخرى المعروفة. امتد مدار ديموكليس من داخل أوج المريخ إلى أورانوس . يبدو أنه كان في مرحلة انتقالية من مدار دائري تقريبًا في النظام الشمسي الخارجي إلى مدار شاذ يأخذه إلى النظام الشمسي الداخلي .  أجرى دنكان ستيل و "جيرهارد هان " و مارك بيلي، وديفيد آشر توقعات لتطوره الديناميكي على المدى الطويل، ووجدوا احتمالًا كبيرا بأنه سيصبح كويكبًا عابرًا للأرض ، وربما يقضي ربع حياته في مثل هذا المدار. يتمتع داموكليس بمدار مستقر لعشرات الآلاف من السنين قبل وبعد الوقت الحاضر، لأن مداره المائل الشديد لا يجعله قريبًا من كوكب المشتري أو زحل .
هناك بعض التكهنات بأن داموكليس قد يكون له زخات نيزكية مرتبطة به على المريخ من اتجاه دراكو .  يتمتع الجسم بمسافة تقاطع مدارية أدنى للمريخ
تقدر بـ 0.057 وحدة فلكية (8500000 كيلومتر )، و بأورانوس 0.3 وحدة فلكية (45000000 كيلومتر).
اعتبارًا من 2019, يبعد ديموكليس نحو 19.6 وحدة فلكية عن الشمس ، وله سطوع بقدر ظاهري 26.3 . وقد وصل في عام 2011 إلى ابعد مسافة بعيدا عن الشمس.
تم نشر الاستشهاد الرسمي بالتسمية بواسطة مركز الكواكب الصغيرة في 1 سبتمبر 1993 ( M.P.C. 22508 ).

## روابط خارجية
- "(5335) Damocles". newton.spacedys.com. AstDyS-2. مؤرشف من الأصل في 2024-12-01.
- "Light-curve database". MinorPlanet.info. مؤرشف من الأصل في 2017-12-16. اطلع عليه بتاريخ 2017-02-14.
- "query form". MinorPlanet.info. Asteroid Lightcurve Database (LCDB). مؤرشف من الأصل في 2025-05-23.
- Schmadel، Lutz D. (10 يونيو 2012). Dictionary of Minor Planet Names. Springer. ISBN:9783642297182. مؤرشف من الأصل في 2025-04-24 – عبر Google Books.
- Behrend، Raoul. "Asteroids and comets rotation curves, CdR". Observatoire de Genève. مؤرشف من الأصل في 2024-12-08.
- "Numbered Minor Planets (5001)–(10000)". Minor Planet Center. Discovery Circumstances. مؤرشف من الأصل في 2025-06-20.
- 5335 داموكليس في قاعدة بيانات مختبر الدفع النفاث لأجرام النظام الشمسي الصغيرة

- الاكتشاف · مخطط المدار ·  العناصر المدارية · المعلمات المادية